# Trindade, Pernambuco
Trindade este un oraș în Pernambuco (PE), Brazilia.